# Diplognatha mhondana
Diplognatha mhondana är en skalbaggsart som beskrevs av Moser 1901. Diplognatha mhondana ingår i släktet Diplognatha och familjen Cetoniidae. Inga underarter finns listade i Catalogue of Life.